# Haïm Lipsky
Pour les articles homonymes, voir Lipsky.
Haïm Lipsky, né le 1er mai 1922 à Łódź en Pologne et mort le 4 juillet 2017 à Issy-les-Moulineaux, est un violoniste juif polonais, connu pour avoir été enrôlé dans l’orchestre du camp d'extermination d’Auschwitz-Birkenau.
En 1948, il émigre en Israël et s'installe à Haïfa. Il y exercera la profession d'ingénieur en électricité.

## Biographie
Haïm Lipsky naît à Łódź dans une famille juive ouvrière de sept enfants.